# 国民革命军江防军
国民革命军江防军是抗日战争时期在长江干流设立的集团军级别建制部队。

## 历史
1937年7月，抗日战争爆发，刘兴率第46师参加淞沪抗战。1937年9月13日，刘兴任第十五军团军团长兼第二十七军军长，指挥第102师柏辉章（黔军第2师改编）、第103师何知重（黔军）、第53师（第十六军李韫珩部，湘军）、第23师李必蕃（湘军）4个师。1937年10月，据参谋本部制定的《江防计划纲领》草案，刘兴兼任江防司令部总司令，受军事委员会委员长蒋介石直接指挥，统率长江地区的陆海军与各要塞，辖陆军第十六、第四十三、第七十三、第八军等部队。1937年10月22日，刘兴被授予陆军中将加上将衔。1937年11月20日，刘兴调任南京卫戍司令长官部副司令长官兼第十五军团军团长兼江防司令部总司令，负责南京以下长江江防，实际辖：
- 第102师柏辉章
- 第103师何知重
- 第53师周启铎
- 第111师常恩多
- 第112师霍守义
- 海军司令部舰队残部
- 江防军司令部
- 江阴要塞司令部
- 镇江要塞司令部
- 江苏保安第二团
- 炮兵第八团1个营
- 炮兵第十团1个营

刘兴与唐生智拟定守备南京作战计划：
- 以4个军的兵力，组成以市郊汤山、栖霞、淳化、板桥等地为重点的外廓阵地；
- 以3个师1个教导队的兵力，组成以幕府山、乌龙山、紫金山、雨花台及环绕全城的城墙为依托的腹廓阵地；
- 以宪兵团和警察总队在城内维持秩序，并就地防守，决心与日军血战。

11月25日，日军以八个师团分三路进攻南京。刘兴指挥守军依托南京古城，与日军激战。1937年11月26日，江阴要塞保卫战打响。当日，日本“上海派遣军”为了为下一步进攻南京做准备，命令第13师团及集成骑兵队攻占江阴要塞。江阴要塞中国守军有第103师、第112师、要塞所属步兵2个及江防海军舰艇等，要塞拥有61门左右，其中包括有新增设的德国88毫米高射炮及150毫米加农炮，统归江防军总司令刘兴指挥。11月29日，日军第13师团及集成骑兵队主力在海军航空兵火力支援下，向江阴要塞发起猛烈进攻。中国守军(第103师、第112师、要塞守备队等)在江防军总司令刘兴指挥下顽强抗击，阵地多次失而复得，战斗中击沉日舰1艘、击伤两艘，并击落日机一架。1937年12月11日晚，唐生智接到蒋介石两次撤退命令，12日晚，刘兴护卫唐生智撤出南京。
南京撤退后，1937年12月军事委员会在武昌拟定了抗战《第三期作战计划》中规定：“湖口以西、武汉以东支各要塞，应力量增强，并统一指挥，以江防总司令统兵守备之，并加封锁。”在湖北武昌重组了江防军总司令部。1938年4月免去刘兴的第二十七军军长职务，以在淞沪会战中损失惨重的第三十七军、第三十九军各一部合编重组第二十七军，军长桂永清，隶属第一战区。为统一江防海军和要塞的指挥，1938年6月中旬末，军事委员会重组了江防军总司令部，归武汉卫戍总司令部（总司令陈诚）指挥，此时江防军兵力达14个师之多：
- 总司令刘兴
- 副总司令曾以鼎（海军第二舰队司令）
- 江防要塞守备司令部：谢刚哲（海军第三舰队副司令），辖黄（州）一台、黄二台、黄三台、要塞守备第一营、第二营，配属炮兵45团第1、第5连各1个排，江阴要塞守备第一纵队（第二大队陆战支队、第三大队第六中队）、海军各舰艇，田壁黄鄂阻塞工程之敷雷部队等增装7．5厘米至12厘米海炮10门
  - 黄石港至石灰窑方面：江防守备队一个师（欠一团），炮兵一个营又一个连：7．62厘米野炮×12、10．5厘米榴×4
  - 鄂城方面：江防守备队两个营，炮兵一个连，俄式野炮×8
  - 葛店设立武汉区炮队：葛店、横店为德国顾问参与修建的模范阵地，纵深一公里，因为野战军主动后撤，弃之未用
- 马当区要塞指挥部：指挥官李韫珩（第十六军军长）。马当要塞是国民政府耗费了大量的人力物力修建的要塞，沿江依次修有三级锁江炮台，号称“牢不可破”的马当要塞区。
  - 第十六军第53师周启铎
  - 第167师1个旅
  - 马当要塞司令王锡焘，辖要塞炮兵第1、第2、第3分台，要塞守备第1、第2营，江阴要塞守备第一总队陆战支队、炮兵第8团第1连，炮兵第42团第5营第16连，炮兵第41团第3营第10连。为阻拦日本侵略军西进的产物，由德国军事顾问设计，建成一条拦河坝式的阻塞线，并在两岸山峰险要处设有炮台、碉堡等，水面布置3道水雷防线，共设人工暗礁35处，沉船49艘，长江航道阻塞线布水雷1765枚，同时配置重兵防守，耗资无数，坚固异常。守备第二总队鲍长义。 下辖
    - 马一台（马当）：增装12厘米（4英寸8分）海炮8门
      - 娘娘庙西端三门（第一分台）
      - 太子庙北端三门（第二分台）
      - 牛山两门（第三分台）

    - 马二台（湖口）增装10．5厘米（4英寸）海炮6门：
      - 拓机东端三门（第四分台）
      - 拓机西端高地两门（第五分台）
- 湖口守备区要塞指挥部：指挥官薛蔚英（第167师师长，黄埔一期）
  - 第167师（欠1个旅）
  - 湖口要塞守备总队：湖口第一、二、三分台守备营，2个炮兵教导分队，陆战队山炮连、炮兵42团第2营第7连1个排
- 九江要塞守备区：指挥官郭汝栋（第四十三军军长）
  - 第四十三军第26师师长郭汝栋兼
  - 九江警备司令陈雷
    - 江西保安第3团
    - 江西保安第11团
- 田家镇要塞守备区：指挥官王东原（第七十三军军长）
  - 第15师汪之斌
  - 第57师施中诚
  - 第77师彭位仁
  - 田家镇要塞：司令蒋必
    - 田一台：
      - 田一台第一分台：10.5厘米海炮4门，南岸郭家湾
      - 田一台第二分台：10.5厘米海炮4门，南岸龙王庙
      - 要塞炮兵教导第一分队

    - 田二台
      - 要塞炮兵教导第二分队
      - 田二台第三分台：10.5厘米海炮4门北岸它山
      - 田二台第四分台：10.5厘米海炮4门北岸象山

    - 田家镇游动炮兵（江防部队野战火炮）：
    - 半壁山：步兵一个师，榴×7，7．7厘米野×8
    - 田家镇：步兵两个师，野炮两个营：日造三十一式×8，奥造史高德×2、沈厂十四式7．7厘米野×12。另有10．5厘米轻榴×4，2厘米高×4，3．7厘米战防×6
    - 独立炮兵第6营
    - 炮兵42团第2营1个排
    - 江阴要塞第三总队第一大队1个中队
- 第一舰队
- 第二舰队
- 7个师

刘兴指挥了马当要塞守卫战。1938年6月22日日本陆军波田支队与日本海军第十一战队开始进攻。尝试2天后放弃江上进攻计划，6月24日以波田支队在茅林洲登陆，沿长江南岸迂回马当。沿岸的守军排以上军官绝大部分都去参加要塞区司令李韫珩举行的军政训练班的结业典礼，典礼之后还有聚餐，结果沿岸第53师防守的黄山、香山、香口阵地当日均被攻占，日军随即猛攻海军第二总队几百人守备的长山阵地。要塞守军只有在奋起抵抗的同时紧急向上峰求援。要塞一时间联系不上李韫珩，最后越级一直到了蒋介石那里，蒋介石严令李韫珩立刻派援军，李遂令第167师师长薛蔚英率部增援马当要塞。由于马湖要塞区2天即告陷落，田家镇守军第七十三军调湖口地区守备，田家镇要塞重新划分为南北地区，分别由第五十四军与第二军守备。九江守备区第四十三军调湖口，张发奎第二兵团接防九江。6月25日，接防湖口的第77师先头部队第462团听说香山已经失守，担心湖口要塞区遭到日军袭击，便派出1个营的兵力，赶到彭泽西面的杨家山设防。6月26日，第53师原本奉命过江增援长江北岸的第159旅也有部分兵力撤回到了南岸，退到了彭泽县城。湖口要塞已经面对日军的直接威胁。第34军团军团长王东原命令第77师从湖口前出流泗以东地区，阻击日军；在彭泽前线反击日军的第16师同时撤退到流泗以西的湖口防御要点，龙潭山阵地布防。第34军团的部署得到了一线最高指挥官罗卓英将军的批准。与此同时，罗卓英还下令已经抵达湖口地区的第四十三军接替第77师，担任湖口要塞区的防御任务，将第16师和正往前线赶来的第11师配属给第34军团，第16师原来的阻击任务交由第60师第180旅负责。第34军团的任务是迅速肃清彭泽地区的日军，然后向马当要塞反击。7月1日前后，第四十九军（第105师和第60师）在香口附近围攻日军波田支队一部；第十六军（第53师和第167师）在马当要塞附近与日军对峙；第16和第77师在彭泽以西阻击日军的进攻；第11师与第180旅仍在彭泽附近。
此战后，李韫珩被撤销第十六军军长职务；第167师师长、黄埔一期的薛蔚英被军法审判于1938年8月15日在武汉枪决。 第167师副师长刘夷（黄埔一期，国军上将刘峙之侄）被军法逮捕，判处有期徒刑，保释出狱后，投奔汪伪当局。1938年9月，刘兴调任国民政府军事委员会点验委员会副主任。
1939年4月，国民政府军事委员会在宜昌组建了长江上游江防总司令部，约10万人，归李宗仁第五战区指挥：
- 总司令郭忏（第33集团军副总司令升任）
- 副司令萧之楚、曾以鼎（海军）
- 参谋长杨业孔
- 第二十六军（萧之楚）
  - 第32师师长 王修身
  - 第41师师长 丁治磐
  - 第44师师长 陈永
- 第七十五军（周碞）
  - 第6师师长 张珙
  - 第13师师长 方靖
  - 预备第4师师长 傅正模
- 第九十四军（郭忏兼、1940年1月李及兰）
  - 第55师师长 李及兰(后杨勃)
  - 第121师师长 牟庭芳
  - 第185师师长 方天(为武汉警备旅扩编，1942年春划归方靖的第六十六军)
- 第二军军长 李延年
  - 第9师师长 张琼(张金廷)
  - 第76师师长 王凌云
  - 新编第33师师长 杨宝毅(后张世希)
- 第八军军长 郑洞国
  - 第5师师长 刘采廷
- 独立第128师（王劲哉）
- 第7游击纵队司令 金亦吾
- 鄂中游击纵队（曹勖）
- 宜万要塞司令刘翼峰
- 渝万要塞司令李端浩
- 漂雷队
- 烟幕队
- 游动炮兵
- 江防要塞司令（海军第二舰队残部） 曾以鼎

1940年5月中旬，日军在鄂西展开攻势，即“枣宜会战”，首先在白河以南围歼汉水北岸之国军；然后在汉水以南突破第二十六军防线，直抵宜昌城下。宜昌守军第十八军准备不足，退出宜昌。江防总司令郭忏指挥第二军、第十八军一度攻入宜昌，但最终还是退走。宜昌失陷后，日军在距离重庆仅500km处建立航空基地，猛烈轰炸重庆。蒋介石严令反攻收复宜昌。1940年6月12日总司令郭忏因宜昌失地有责，被军法判刑。第四战区副司令长官兼第九集团军总司令吴奇伟继任长江上游江防总司令、萧之楚为副总司令，下辖第十八军、第二十六军、第七十三军。为了防止日军从长江三峡及鄂西地区进入四川，蒋介石紧急下令以国民政府军事委员会政治部主任陈诚为司令长官重建第六战区，其防区为湘西、鄂西南，北接第五战区，南邻第九战区，重点在沿江方面，长官部设在恩施。蒋介石指出：“倭寇已紧逼陪都大门，我们已没有了任何退路，新建立之第六战区，负责拱卫重庆门户，这是关系到国家生死存亡，关系到民族存亡的大事。因此，第六战区比其他战区的责任更为重大，比其他战区的战略地位更为重要。我们的任务和口号是，军事第一，第六战区第一！”蒋介石给陈诚的命令是“确保重庆中央陪都安全，阻敌西犯，相机收复失地”。江防总司令部兵力驻防长江两岸，重兵于江南的巴东、宜昌、长阳、宜都、枝江、松滋、公安等地。
1941年秋，为配合第九战区的第二次长沙会战，江防总司令部从1941年9月28日至10月11日发动反攻宜昌作战：
- 李及兰的第九十一军进攻宜昌西岸山地的第58联队
- 李延年的第二军攻击南津关以西山地的第104联队
- 宋肯堂的第三十二军向北突破第104联队的防守，从丰宝山场、和洋湾推进至宜昌城的东郊东山寺一线，对宜昌城内之敌进行直接攻击。
- 第十八军77师在枝江、董市以北的山区，进攻鸦鹊岭的敌人。

各部队按计划，对宜昌对岸、南津关以东（宜昌以北）的日军攻击，分割了第104联队、第65联队的线式山地防御。宋肯堂的第三十二军的3个师根据事先侦察的情况，突破了丰宝山场、和洋湾、茶店子日军两个联队的接合部，9月30日进入到宜昌以东的山区，10月6日到达宜昌以东距城边约3公里的陈家湾、东山寺、闵家岗、胡家大坡这一线地区。第六战区在宜昌外围的部队八宜昌通向各地的公路全部破坏，有力地阻止了沙市、荆州的第39师团向宜昌增援。10月10日的夜雨中，国军开始撤离战场。第六战区反攻宜昌的战役功败垂成，以伤亡21000余人代价，消灭日军第13师团6800余人。

1942年改称长江上游江防军，驻三斗坪：
- 总司令吴奇伟
- 副司令：曾以鼎 萧之楚 李延年、李及兰、池峰城
- 参谋长 洪懋祥(后曹登)
- 第三十二军军长 宋肯堂
  - 第5师师长　刘云翰
  - 第139师师长　孙定超
  - 第141师师长　林作祯
- 第十八军军长兼巴宜要塞司令　彭善(后方天 罗广文)
  - 第11师师长　胡琏
  - 第18师师长　覃道善
  - 暂编第34师师长　彭巩英(后吴啸亚)
  - 巴宜要塞指挥官　滕云
  - 独立工兵第36营营长李凤标
- 第三十军军长　池峰城
  - 第27师师长　许天耀
  - 第30师师长　王震
  - 第31师师长　乜子彬
- 第九十四军军长　牟庭芳
  - 第55师师长　吴克胡
  - 第121师师长　戴之奇
  - 暂35师师长劳冠英
  - 工兵第6团3营营长王龙刚
- 第八十六军军长方日英(后朱鼎卿)
  - 第13师师长　曹舍轮
  - 第67师师长　罗贤达
- 巴万要塞指挥官兼奉节警备司令　韩栋材
- 海军第2舰队司令　曾以鼎
- 重迫击炮第4团团长　周钟懿
- 要塞工兵团团长　胡光森
- 石工大队大队长　丛树声
- 炮兵第42团第2营营长　杨秉义

1943年参加了鄂西会战和常德会战。
抗日战争胜利后，1945年12月，长江上游江防军随第六战区并入武汉行营。